# المصنعة (ملحان)

تعديل مصدري - تعديل

المصنعة هي إحدى قرى عزلة همدان بمديرية ملحان التابعة لمحافظة المحويت، بلغ تعداد سكانها 457 نسمة حسب تعداد اليمن لعام 2004.